# أوراهوفيكا (كونييتش)
أوراهوفيكا (بالسيريلية Ораховица) هي قرية في البوسنة والهرسك. وهي تقع في بلدية كونييتش التابعة لكانتون الهرسك-نيريتفا في اتحاد البوسنة والهرسك على الضفة اليسرى لنهر نيريتفا. طبقا لنتائج تعداد البوسنة عام 2013 فقد كان عدد سكانها 600 نسمة.

## التركيبة السكانية

### التطور التاريخي للسكان
| 1961 | 1971 | 1981 | 1991 | 2013 |
| ---- | ---- | ---- | ---- | ---- |
| 728  | 815  | 870  | 922  | 600  |

### المجتمع المحلي
في عام 1991 كان المجتمع المحلي للقرية يتألف من 1,441 نسمة وهم موزعون على النحو التالي:

## وصلات خارجية
- Maplandia (بالإنجليزية)